# Peter Carnley

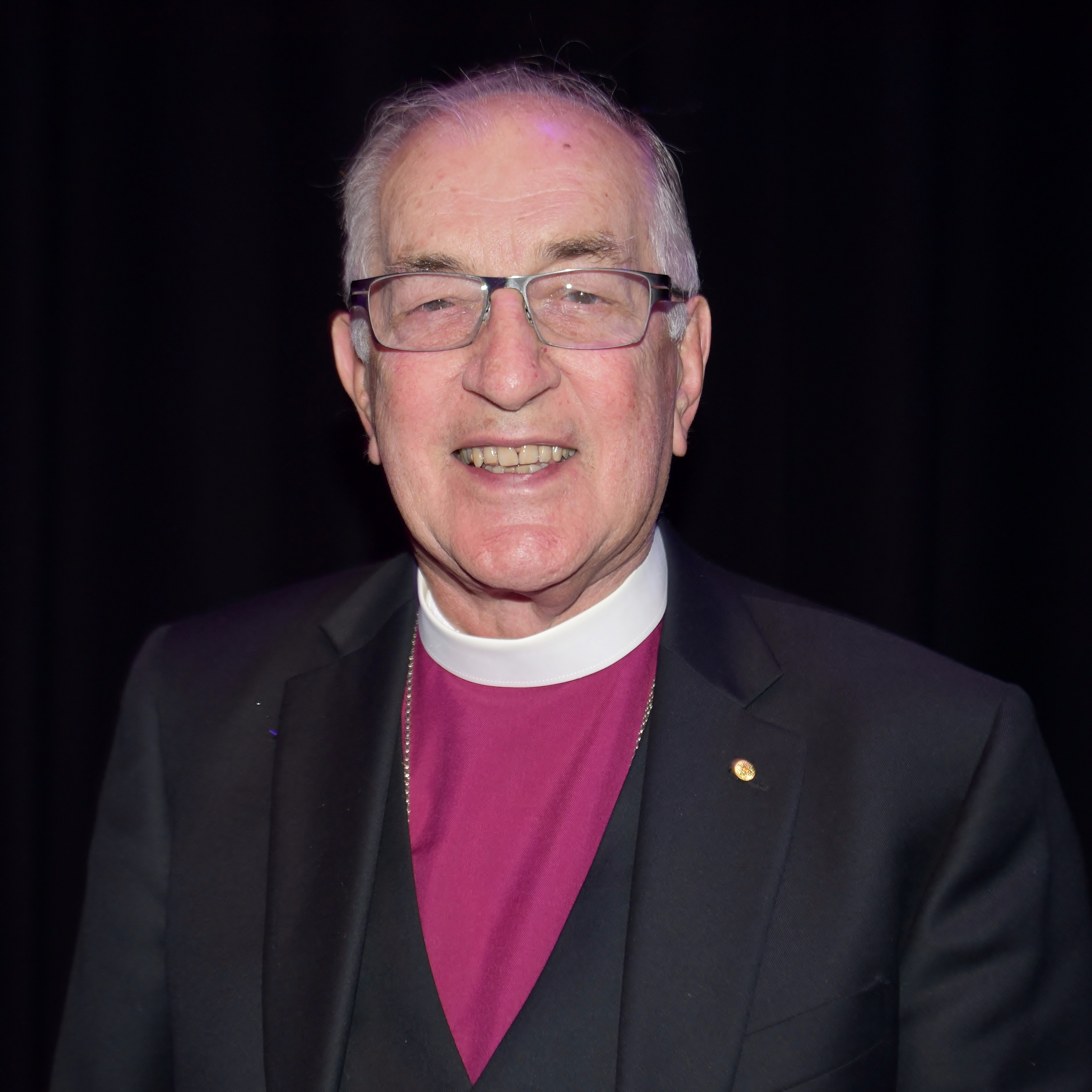
Peter Carnley, 2019

Peter Frederick Carnley (* 17. Oktober 1937 in New Lambton, New South Wales) ist ein anglikanischer, australischer Geistlicher und ein ehemaliger Erzbischof der Anglican Church of Australia.

## Leben
Carnley studierte anglikanische Theologie am Trinity College der University of Melbourne sowie in England am Emmanuel College und St John's College der Universität Cambridge. 1970 wurde er dort aufgrund einer Dissertation über John Knox zum PhD promoviert. Ab 1973 arbeitete er als Vorsteher (warden) des St John's College an der University of Queensland, wo er auch Systematische Theologie lehrte. Zugleich war er canon an der St. John’s Cathedral in Brisbane. Von 1981 bis 2004 war er als Nachfolger von Geoffrey Sambell Erzbischof im Erzbistum Perth. Ihm folgte im Amt als Erzbischof in Perth Roger Herft. Von 1999 bis 2004 war Carnley als Nachfolger von Keith Rayner Primas der Anglican Church of Australia. Ihm folgte im Amt als Primas Phillip Aspinall.
Carnley war ab 2004 Co-Vorsitzender der Anglican Roman Catholic International Commission (ARCIC).

## Ehrungen
Carnley wurde 2007 zum Companion des Order of Australia ernannt. Verschiedene Universitäten ehrten ihn mit Ehrendoktorwürden. Die Peter Carnley Anglican Community School, eine kirchliche Gesamtschule in Kwinana, wurde nach ihm benannt.

## Schriften (Auswahl)
- The structure of resurrection belief. Clarendon Press, Oxford 1987, ISBN 0198267568.
- The yellow wallpaper and other sermons. HarperCollins, Sydney 2001, ISBN 1863717994.
- Reflections in glass: trends and tensions in the contemporary Anglican Church. HarperCollins, Pymble 2004, ISBN 1863717552